# Cecilia Sacchi
Cecilia Sacchi (Milán, 30 de octubre de 1938 – ibidem, 29 de octubre de 2010) fue un actriz y presentadora de televisión italiana.

## Biografía
Hija del crítico de cine Filippo Sacchi y de Josepha Gianzana (tía de Giangiacomo Feltrinelli), esposa del actor Vittorio Mezzogiorno y madre de la también actriz Giovanna Mezzogiorno, protagonizó la obra de Maurizio Costanzo Vuoti a perdere.
También trabajó en televisión (presentando el programa infantil Giocagiò) y en obras producidas por Lucio Ardenzi, actuando junto a conocidos actores, entre ellos Domenico Modugno. Tras conocer a Vittorio Mezzogiorno en 1969 en el Teatro griego de Segesta y dar a luz a su hija Giovanna en 1974, se retiró del mundo del espectáculo, salvo para participar en papeles televisivos en la década de 1990.
Falleció tras una larga enfermedad el 29 de octubre de 2010. Sus cenizas descansan junto a las de su marido en el cementerio de Griante, en las orillas del lago de Como, donde se encuentra la villa que heredó de su abuelo materno, el banquero Mino Gianzana. Sus padres están enterrados en el mismo cementerio.

## Filmografía
- Le avventure di Laura Storm (1966) - serie de televisión
- Vivere insieme, episodio Un padre superfluo (1968) - serie de televisión
- Processi a porte aperte, episodio Losey il bugiardo (1968) - serie de televisión
- I fratelli Karamazov (1969) - miniserie de televisión
- Don Giovanni in Sicilia, de Guglielmo Morandi (1977) - miniserie de televisión
- Il giorno dei cristalli, de Giacomo Battiato (1979) - telefilme (asistente de dirección)
- Hors saison, de Daniel Schmid (1992)
- Più leggero non basta, de Elisabetta Lodoli (1998)
- Negli occhi, de Daniele Anzellotti y Francesco Del Grosso (2009) - documental